# Rhectogonia dyschima
Rhectogonia dyschima är en fjärilsart som beskrevs av Diakonoff 1984. Rhectogonia dyschima ingår i släktet Rhectogonia och familjen vecklare. Inga underarter finns listade i Catalogue of Life.